# Buichi Terasawa
Buichi Terasawa (japonès: 寺沢 武一)  (Asahikawa, 30 de març de 1955 - Tòquio, 8 de setembre de 2023) va ser un dibuixant mangaka japonès. Entre els seus treballs més coneguts estan Super Agent Cobra i Goku Midnight Eye.

## Biografia
En els seus inicis, quan encara era desconegut, va contribuir amb dibuixos per a una revista que li va permetre guanyar un premi, succés que el va catapultar al món de la historieta. El 1976, es va mudar a Tòquio i va començar a estudiar amb el reconegut mangaka japonès Osamu Tezuka. Durant el període en què treballava al Departament de Manga de Produccions Tezuka, un treball d'il·lustració que va realitzar, anomenat Mother Earth, Turn Green Again, va obtenir el Premi Tezuka. En 1977, va començar a dibuixar per a la publicació Shūkan Shōnen Jump.
El 1978 va crear una història de temàtica d'acció i ciència-ficció, que el va catapultar immediatament a la fama: Super Agent Cobra, publicada a Shūkan Shōnen Jump per l'editorial Shūeisha, influenciada en part per un escrit de Philip K. Dick titulat We Ca Remember It for You Wholesale, va ser adaptat a l'anime el 1982, dirigit per Osamu Desaki.
Des de l'inici dels anys 1980, Terasawa va començar a emprar l'ordinador com una eina d'ajuda en el procés creatiu. El 1985, va produir una historieta de vuit colors anomenada Black Knight Bat.
En 1987 publica Goku Midnight Eye agregant elements a la trama, com la llegenda de Sun Wukong però adaptat al subgènere cyberpunk. Publicat per Comics Birz en OVA, va ser dirigit per Yoshiaki Kawajiri el 1989.
En els anys següents, en paral·lel amb els avanços en la computació, va crear Takeru - Letter of the Law (1993), la primera historieta generada amb gràfics computacionals, inspirat en l'època del Japó antic, la ciència-ficció i els ninja. Terasawa publica a la fi dels 1990 Gun Dragon Sigma (1999), en què solament el personatge principal és dibuixat a mà.
Algunes obres representatives inclouen un treball en format CD-ROM per utilitzar en el PC, entre les quals estan Cobra II: A Man of Legend i OVA com Goku Midnight Eye I i II, Karasu Tengu Kabuto i uns altres. Les vendes anuals del seu catàleg de historietes i productes derivats i traduïts van arribar a superar els 20 milions de còpies.
Mentre el director de cinema Luc Besson es trobava al Japó promovent la seva pel·lícula El cinquè element, es va trobar amb Buichi Terasawa per a discutir sobre l'estat actual de la temàtica de la ciència-ficció.

## Mangues
- Super Agent Cobra (1978)
- Black Knight Bat (1985)
- Goku Midnight Eye (1987)
- Takeru (1993)
- Gun Dragon Sigma (1999)